# هارماراج رافانان
هارماراج رافانان (27 يوليو 1987 بتيريوشيراببالي في الهند - ) هو لاعب كرة قدم هندي في مركز الدفاع. شارك مع منتخب الهند تحت 23 سنة لكرة القدم. أما مع النوادي، فقد لعب مع سبورتينغ غوا ونادي تشرتشل براذرز ونادي ديمبو ونادي موهون باغان وMahindra United FC ‏ ونادي مدينة بونه لكرة القدم وBharat FC ‏.

## روابط خارجية
- هارماراج رافانان على موقع قاعدة بيانات كرة القدم.إي يو (الإنجليزية)
- هارماراج رافانان على موقع Soccerway.com (الإنجليزية)